# Associazione di Ricerca sulla Cultura Taoista Laozi
Research Association of Laozi Taoist Culture (Associazione di Ricerca sulla Cultura Taoista Laozi) o Chinese Research Association of Laozi Taoist Cult (Associazione Cinese di Ricerca sulla Cultura Taoista Laozi) (RALTC o CRALTC) è una organizzazione religiosa e accademica fondata nel Marzo del 2008 in Cina. Lo scopo dell'organizzazione è quello di promuovere un'istruzione superiore e una ricerca sul Taoismo in Cina e all'estero.
La cerimonia di inaugurazione si tenne alla Grande Sala del Popolo di Pechino con la supervisione di Ge Rongjin, un docente dell'Università Renmin di Cina.